# 송풍기

송풍기의 작동 방식

송풍기(送風機, 영어: Centrifugal fan)는 인공적인 바람을 일으켜 공기를 이동시키고자 하는 기계이다. 작은 크기로 이루어져서, 체온을 낮추고자 하는 용도로 쓰이는 송풍기는 선풍기라고 한다.

## 송풍기의 분류
송풍기는 공기의 압력에 따라 다음과 같이 분류한다.
- 1000mmAq 이하 : 팬(fan)
- 10000mmAq 이하 : 블로워(blower)
- 10000mmAq 이상 : 콤프레셔(compressor)